# Repräsentativer Konzentrationspfad

Szenarien atmosphärischer CO_{2}-Äquivalentkonzentrationen aller Treibhausgase (in PPM pro Volumen) gemäß den vier RCPs laut Fünftem IPCC-Sachstandsbericht.

Der Begriff repräsentativer Konzentrationspfad (anhörenⓘ, engl. representative concentration pathway, daher abgekürzt RCP) wird seit dem Fünften Sachstandsbericht des Weltklimarates (IPCC) zur Beschreibung von Szenarien für den Verlauf der absoluten Treibhausgaskonzentration in der Atmosphäre verwendet.

## Einleitung
Für bessere Vergleiche zwischen verschiedenen Studien und einer einfacheren Kommunikation von Modellergebnissen wurde vorgeschlagen, einen gemeinsamen Satz von Szenarien des  Klimawandels in der wissenschaftlichen Gemeinschaft zu verwenden. Die RCPs schaffen dabei Synergien und bieten eine Grundlage für weitere Forschung und Bewertung, einschließlich Emissionsminderung und Folgenanalysen. In der Bezeichnung der Repräsentativen Konzentrationspfade bedeutet das Wort repräsentativ, dass jeder der RCPs einen größeren Satz von Szenarien in der Literatur repräsentiert, so dass die RCPs zusammen das gesamte Spektrum der wissenschaftlichen Literatur abdecken. Mit dem Begriff Konzentrationspfad soll betont werden, dass sich die Szenarien an ausgewählten zeitlichen Verläufen der Treibhausgas-Konzentrationen orientieren und weniger an Emissionen und den zugrundeliegenden sozioökonomischen Modellen.
Bei der Bewertung von RCP-Szenarien ist es von grundlegender Bedeutung, dass es sich bei Szenarien nicht um Vorhersagen handelt, weshalb sie auch nicht mit Wahrscheinlichkeiten verbunden sind. Vielmehr dienen Szenarien dazu, Entscheidungsträgern die Ergebnisse einer möglichst breiten Palette plausibler Möglichkeiten zu präsentieren, um sie bei ihren Entscheidungen zu unterstützen.

## Nomenklatur
Die Zahlenwerte sollten dabei nicht als Werte für einen zu erwartenden Temperaturanstieg fehlgedeutet werden. So bedeutet etwa RCP4.5 nicht, dass die Temperatur bis zu einem bestimmten Zeitpunkt um 4,5 °C ansteigen wird. Vielmehr ist ein Temperaturanstieg die Folge des durch die Werte ausgedrückten Strahlungsantriebs durch erhöhte Treibhausgaskonzentrationen (für RCP4.5 somit 4,5 W/m2). Auch beziehen sich die Werte nicht auf den jährlichen Ausstoß an Treibhausgasen, sondern auf die durch die Treibhausgaskonzentration ausgedrückte kumulierte Gesamtmenge bis zum Jahr 2100 bzw. den daraus resultierenden Strahlungsantrieb.

## Szenarien
Im Fünften Sachstandsbericht werden vier Szenarien ausgewiesen, die entsprechend dem angenommenen Bereich des Strahlungsantriebs im Jahre 2100 (z. B. 2,6 W/m2) als RCP2.6, RCP4.5, RCP6.0 und RCP8.5 bezeichnet werden.
RCP2.6 entspricht dabei einem Szenario mit deutlichen Anstrengungen beim Klimaschutz, die auch Anstrengungen im Bereich negativer Emissionen einschließen; RCP8.5 entspricht einem „Weiter-so-wie-bisher“-Szenario (sog. Baseline).
Beim RCP 8.5-Szenario bezieht sich das „Weiter-so-wie-bisher“ (bzw. engl. business as usual) auf die Modellannahmen, dass einerseits die Klimapolitik von etwa 2010 unverändert fortgesetzt wird und andererseits, dass die Förderung der immer knapper werdenden fossilen Energieträger noch lange Zeit weiter wirtschaftlich attraktiv bleibt, trotz wachsendem Förderaufwand. Inwiefern das RCP8.5-Szenario bei fehlenden Klimaschutzmaßnahmen wie beschrieben eintreffen würde, ist bisher noch unklar. Manche Wissenschaftler vermuten, dass die Wahrscheinlichkeit für diesen Pfad zukünftig immer weiter abnimmt und fordern daher, dieses in der öffentlichen Kommunikation eher als ein Worst-Case-Szenario anstatt als Business-as-usual zu kennzeichnen. Ihre Argumentation bezieht sich dabei auf die nutzbaren Mengen an fossilen Brennstoffen, insbesondere Kohle, deren kumulativer Verbrauch bis 2100 in IPCC Worst-Case-Szenarien um ein Vielfaches höher angenommen wird als die förderbaren Reserven.:46:31 Von anderen Wissenschaftlern wurde jedoch auf die Nützlichkeit des RCP8.5-Szenarios und dessen Nähe zur Realität hingewiesen. Da die RCPs auf der Grundlage historischer Treibhausgas-Emissionen bis 2005 entwickelt wurden, konnte im Jahr 2020 eine erste Bilanz über die vergangenen 15 Jahre gezogen werden. Demnach wurde das RCP8.5 am besten durch die Messungen bestätigt und außerdem passe es bis in die Mitte des 21. Jahrhunderts auch weiterhin am besten zur derzeitigen und angekündigten Klimapolitik. Der Pfad entlang des RCP8.5 sollte jedoch von Entscheidungsträgern nicht als die Option für den dauerhaft bequemsten Weg missverstanden werden, da die Beschreibung als Business-as-usual vom IPCC nicht im allgemeinen Sinne, also etwa als das unbekümmerte Nachgehen des Tagesgeschäfts gemeint ist, sondern nur bezogen auf die Energiewirtschaft und das (hypothetische) dauerhafte Festhalten am gleichbleibenden Anteil fossiler Energie, was über einen langen Zeitraum jedoch gerade nicht notwendigerweise der Zukunft mit der größten gesellschaftlichen Kontinuität entspricht.
Wissenschaftlicher Konsens herrscht jedoch darin, dass die globale Erwärmung auch in den anderen Szenarien zu dramatischen Veränderungen führen wird und die Anstrengungen im Klimaschutz daher deutlich verstärkt werden müssen. So ergeben Modellrechnungen aus dem Jahr 2019, dass bereits bei Eintritt des als optimistisch eingeschätzten RCP4.5-Szenarios viele Städte in eine andere Klimazone wandern würden; so wäre das Klima im spanischen Madrid bereits im Jahr 2050 dem aktuellen Klima im marokkanischen Marrakesch ähnlicher als dem heutigen in Madrid und analog wandeln sich die klimatischen Verhältnisse von Stockholm zu denen von Budapest, London zu Barcelona, Moskau zu Sofia, Seattle zu San Francisco, Tokio zu Changsha. Beobachtungen des Meeresspiegelanstiegs deuten zuletzt auf einen Pfad zwischen RCP4.5 und RCP8.5.